# اوناساندر
اوناساندر (زبان یونانی: Ὀνήσανδρος Onesandros or Ὀνόσανδρος Onosandros; fl. سده ۱ میلادی) نویسندهٴ یونانی در امور سپاهی بود که در حدود اواسط سدهٴ اول میلادی برآمد.
او اندکی پیش از سال ۵۹ رساله‌ای در ۴۲ فصل نوشت موسوم به سردار، و اصول اساسی فرماندهی را در آن شرح داد. این قدیم‌ترین رسالهٴ نظامی است که در آن به وظایف فرماندهان، روحیات سربازان و جنبهٴ اخلاقی جنگ توجه زیادی مبذول شده است. این رساله در عصر نوزایی رواج بسیار یافت.